# Championnats de Brunei de cyclisme sur route
Les championnats de Brunei de cyclisme sur route sont les championnats nationaux de cyclisme sur route organisés par la Fédération cycliste de Brunei.

## Podiums de la course en ligne
| Année | Vainqueur                 | Deuxième                  | Troisième                 |
| ----- | ------------------------- | ------------------------- | ------------------------- |
| 2010  | Muhammad Raihaan Abd Aziz | Abd Hadrie Bin Morsidi    | Muhamad Awang             |
| 2011  | Muhammad Raihaan Abd Aziz | Zakaria Rafiuddin         | Muhamad Awang             |
| 2013  | Azmi Abd Hadzid           | Muhammad I'maadi Abd Aziz | Muhammad Raihaan Abd Aziz |

## Podiums du contre-la-montre
| Année | Vainqueur                 | Deuxième            | Troisième    |
| ----- | ------------------------- | ------------------- | ------------ |
| 2010  | Muhammad Raihaan Abd Aziz | Muhammad Halid Sata | Reduan Yusop |